# Cervotto d'Accursio
Cervotto d'Accursio (1240 – 1287) è stato un giurista italiano.

## Biografia
Figlio di Accursio e fratello di Francesco e Guglielmo, diventò dottore a 17 anni. Dal 1273 insegnò diritto civile all'università di Padova. Lo stesso anno vendette 63 volumi appartenuti al padre al fratello Guglielmo. Fu abile glossatore e continuò l'opera paterna.